# Červené Janovice
Červené Janovice är en ort i Tjeckien.   Den ligger i regionen Mellersta Böhmen, i den centrala delen av landet, 70 km öster om huvudstaden Prag. Červené Janovice ligger 453 meter över havet och antalet invånare är 709.
Terrängen runt Červené Janovice är lite kuperad. Runt Červené Janovice är det ganska glesbefolkat, med 25 invånare per kvadratkilometer. Närmaste större samhälle är Kutná Hora, 12,7 km norr om Červené Janovice. I omgivningarna runt Červené Janovice växer i huvudsak blandskog.